# Маслоёмкость
Маслоёмкость — количественная величина, характеризующая смачивание пигментов плёнкообразующим веществом, в качестве которого принято брать отбеленное льняное масло.
Маслоёмкость первого рода — количество льняного масла, необходимое для получения из 100 г сухого пигмента пластичной массы в виде комка из слипшихся частиц. Рассчитывается по формуле:
{\displaystyle M=(100\cdot a\cdot \rho )/H}
где {\displaystyle a} — объём масла, {\displaystyle \rho } — плотность масла, {\displaystyle H} — навеска пигмента.
Маслоёмкость второго рода — количество льняного масла, необходимое для получения из 100 г сухого пигмента краски малярной консистенции.
Маслоёмкость пигмента зависит от следующих факторов:
— Химический состав поверхности пигментных частиц — наличие активных центров определяет адсорбцию молекул смачивающей жидкости.
— Дефектность кристаллической структуры — с увеличением дефектности увеличивается адсорбционная активность поверхности пигментных частиц и растёт маслоёмкость.
— Дисперсность — чем выше дисперсность и удельная поверхность пигментной фазы, тем выше маслоёмкость.
— Развитость внутренней структуры пигментных агрегатов — чем больше объём внутренней структуры, тем выше маслоёмкость.
— Форма частиц — чем более неправильная форма частиц (игольчатые, чешуйчатые), тем больше маслоёмкость второго рода.
Показатель маслоёмкости используют для сравнительной оценки дисперсности и развитости структуры пигментных агрегатов, для первичной качественной оценки реологических свойств краски, содержащей испытуемый пигмент и др.